# Croton bahamensis
Espèce
Croton bahamensis est une espèce de plantes à fleurs du genre Croton et de la famille des Euphorbiaceae.

## Distribution
Cette espèce est endémique des Bahamas.